# لیبور سیتی (قطر)
لیبور سیتی یک منطقهٔ مسکونی در قطر است. لیبور سیتی ۳ کیلومتر مربع مساحت و ۶۸٬۰۰۰ نفر جمعیت دارد.